# Equilibrio generale stocastico dinamico
I modelli dinamici stocastici di equilibrio generale (abbreviato come DSGE, o DGE, o talvolta SDGE) è un metodo macroeconomico spesso impiegato dalle autorità monetarie e fiscali per l'analisi delle politiche, per spiegare dati storici in serie temporali, nonché per finalità di previsione futura. La modellizzazione econometrica DSGE applica la teoria dell'equilibrio generale e i principi microeconomici in modo gestibile per postulare fenomeni economici, come la crescita economica e i cicli economici, nonché gli effetti delle politiche e gli shock di mercato.

## Terminologia
Nella pratica, spesso si usa il termine "modelli DSGE" per riferirsi a una particolare classe di modelli econometrici classici e quantitativi dei cicli economici o della crescita economica, denominati modelli dei cicli economici reali (RBC). I modelli DSGE sono stati inizialmente proposti da Kydland & Prescott, e da Long & Plosser; Charles Plosser ha descritto i modelli RBC come precursori della modellizzazione DSGE.
Come accennato nell'Introduzione, i modelli DSGE rappresentano il quadro predominante per l'analisi macroeconomica. Sono modelli complessi e multifunzionali che, combinando microfondazioni e comportamento economico ottimizzante degli agenti razionali, permettono un'analisi esaustiva degli effetti macroeconomici. Come indicato dal loro nome, le loro caratteristiche distintive sono le seguenti:
- Dinamico: l'effetto delle scelte attuali sull'incertezza futura rende i modelli dinamici e assegna una certa rilevanza alle aspettative degli agenti nella formazione dei risultati macroeconomici.
- Stocastico: i modelli prendono in considerazione la trasmissione di shock casuali nell'economia e le conseguenti fluttuazioni economiche.
- Generale: si riferisce all'intera economia nel suo complesso (all'interno del modello), in quanto i livelli dei prezzi e i livelli di produzione sono determinati congiuntamente. Ciò è in contrasto con un equilibrio parziale, in cui i livelli dei prezzi sono dati per scontati e all'interno del modello economico vengono determinati solo i livelli di produzione.
- Equilibrio: in accordo con la teoria generale dell'equilibrio competitivo di Léon Walras, il modello cattura l'interazione tra le azioni politiche e il comportamento degli agenti [6].